# Patinação de velocidade nos Jogos Olímpicos de Inverno de 2022 - 5000 m feminino
A competição dos 5000 m feminino da patinação de velocidade nos Jogos Olímpicos de Inverno de 2022 foram realizadas no Oval Nacional de Patinação de Velocidade, localizado em Pequim, em 10 de fevereiro.

## Medalhistas
| Ouro   | NED Irene Schouten     |
| Prata  | CAN Isabelle Weidemann |
| Bronze | CZE Martina Sáblíková  |

## Recordes
Antes desta competição, os recordes mundiais e olímpicos da prova eram os seguintes:
| Tipo | Atleta            | Tempo       | Local          | Data                    |
| ---- | ----------------- | ----------- | -------------- | ----------------------- |
|      | Natalya Voronina  | 6:39.02 min | Salt Lake City | 15 de fevereiro de 2020 |
|      | Claudia Pechstein | 6:46.91 min | Salt Lake City | 23 de fevereiro de 2002 |

## Resultados
| Pos. | Par | Raia | Atleta                 | País                | Tempo   | Diferença | Notas            |
| ---- | --- | ---- | ---------------------- | ------------------- | ------- | --------- | ---------------- |
| 01 ! | 6   | I    | Irene Schouten         | NED Países Baixos   | 6:43.51 | –         | Recorde olímpico |
| 02 ! | 5   | I    | Isabelle Weidemann     | CAN Canadá          | 6:48.18 | +4.67     |                  |
| 03 ! | 4   | I    | Martina Sáblíková      | CZE República Checa | 6:50.09 | +6.58     |                  |
| 4    | 6   | O    | Francesca Lollobrigida | ITA Itália          | 6:51.76 | +8.25     |                  |
| 5    | 5   | O    | Ragne Wiklund          | NOR Noruega         | 6:56.34 | +12.83    |                  |
| 6    | 3   | O    | Natalya Voronina       | ROC                 | 6:56.99 | +13.48    |                  |
| 7    | 3   | I    | Sanne in 't Hof        | NED Países Baixos   | 6:59.77 | +16.26    |                  |
| 8    | 4   | O    | Misaki Oshigiri        | JPN Japão           | 7:01.17 | +17.66    |                  |
| 9    | 1   | O    | Maryna Zuyeva          | BLR Bielorrússia    | 7:02.91 | +19.40    |                  |
| 10   | 1   | I    | Momoka Horikawa        | JPN Japão           | 7:06.92 | +23.41    |                  |
| 11   | 2   | I    | Han Mei                | CHN China           | 7:08.37 | +24.86    |                  |
| 12   | 2   | O    | Magdalena Czyszczoń    | POL Polônia         | 7:21.49 | +37.98    |                  |

Legenda
| Recorde mundial      | Recorde mundial (World record)               |                       | Recorde africano                      | Recorde africano (African) |                                           | Q | Classificado por posição (Qualified) |
| Recorde olímpico     | Recorde olímpico (Olympic record)            | Recorde da América    | Recorde da América (Americas)         | q                          | Classificado por melhor tempo (Qualified) |   |                                      |
| Melhor marca do ano  | Melhor marca do ano (World leading)          | Recorde asiático      | Recorde asiático (Asian)              | DNS                        | Não largou (Did not start)                |   |                                      |
| Recorde nacional     | Recorde nacional (National record)           | Recorde europeu       | Recorde europeu (European)            | DNF                        | Não terminou (Did not finish)             |   |                                      |
| Recorde pessoal      | Recorde pessoal do atleta (Personal best)    | Recorde da Oceania    | Recorde da Oceania (Oceania)          | DSQ / DQ                   | Desclassificado (Disqualified)            |   |                                      |
| Recorde da temporada | Recorde da temporada do atleta (Season best) | Recorde sul-americano | Recorde sul-americano (South America) | NM                         | Sem marca (No mark)                       |   |                                      |